# Pato zhangcha
El pato zhangcha o pato ahumado con té es un plato representativo de la gastronomía de Sichuan (sudeste de China). Se prepara ahumando un pato marinado sobre hojas de té y ramitas de alcanforero. Debido a su complicada preparación, el pato zhangcha se consume más en banquetes o eventos festivos que en casa.

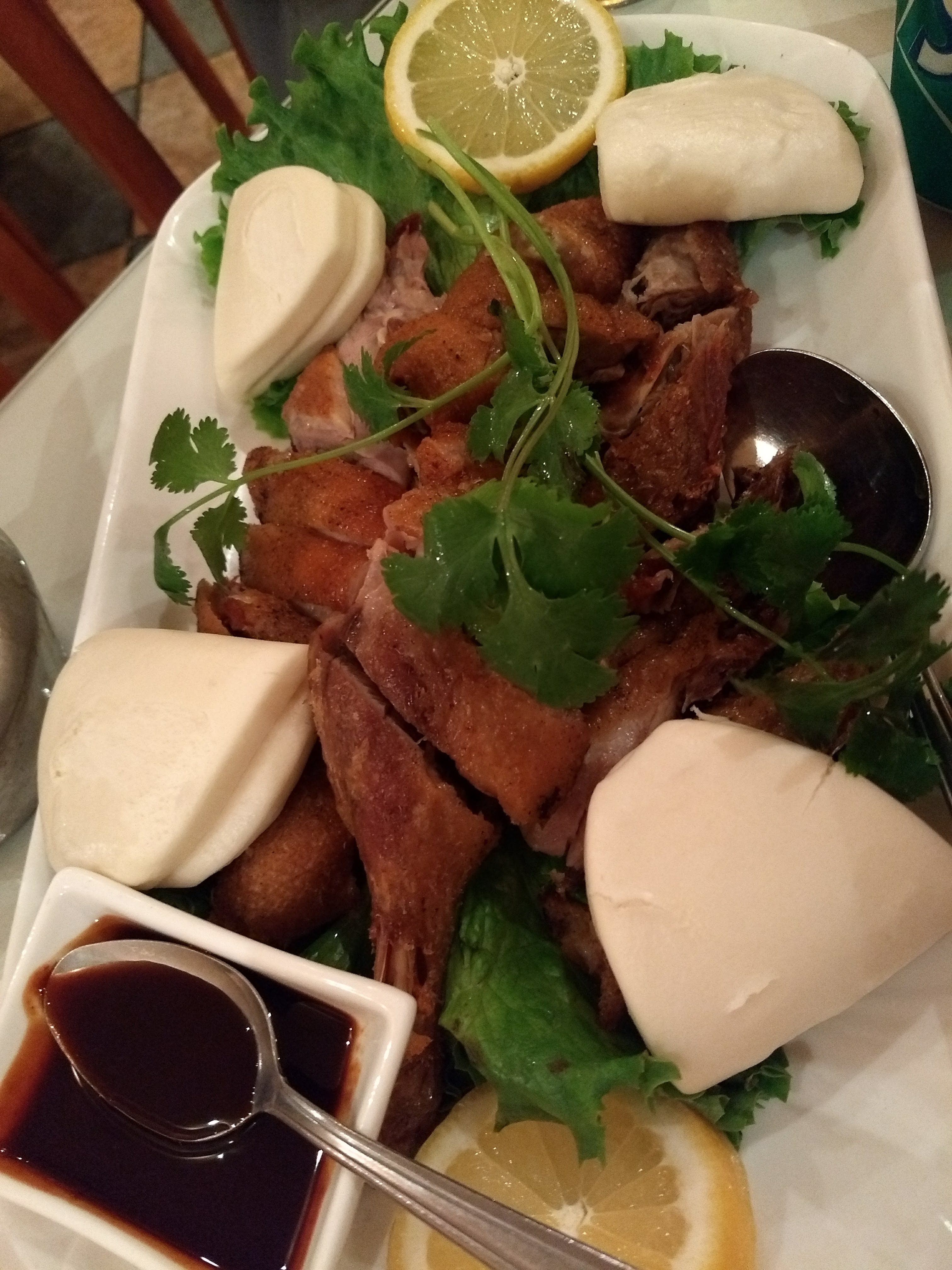
Zhangcha pato aumado al tea, preparado en el restoran Dalian en Berkeley

## Preparación
Primero se marina el pato durante varias horas, untándolo con una mezcla de especias conteniendo una combinación típica de pimienta de Sichuan entera o machacada, huangjiu o baijiu (bebidas alcohólicas chinas fermentadas o destiladas), jengibre, ajo y sal, particularmente por la cavidad interna del pato. Para lograr un sabor más intenso, a veces se añada choujiu, pimienta negra, hojas de té y hojas de alcanforero. Tras el marinado, el pato se escalda rápidamente en agua caliente para estirar la piel, y entonces se seca. Este paso asegura que la piel termine con una textura crujiente. Entonces se prepara un wok para ahumar el pato con hojas de té negro y ramitas y hojas de alcanforero. Tras ahumarse durante unos 10-15 minutos, el pato se cuece al vapor durante otros 10 minutos antes de freírse en aceite vegetal hasta que la piel queda crujiente.
El pato se consume envuelto en bollos con forma de almeja llamados gebao (割包).
- Datos: Q1006977
- Multimedia: Zhangcha duck / Q1006977